# San Ciro de Acosta
San Ciro de Acosta è una municipalità dello stato di San Luis Potosí, nel Messico centrale, il cui capoluogo è la omonima località.
Conta 10.171 abitanti (2010) e ha una estensione di 637,06 km².